# Acuff-Rose
Acuff-Rose Music Publishing ist ein führender US-amerikanischer Musikverlag, der überwiegend Country-Musik vermarktet.
Die Firma wurde im Oktober 1942 vom Country-Sänger Roy Acuff und vom Songwriter Fred Rose gegründet. Treibende Kraft war Acuff, der das Marktpotenzial von Country-Songs erkannte, sich aber ohne einen erfahrenen Partner einen Alleingang nicht zutraute.
Acuff-Rose Music war der erste Musikverlag, der sich in Nashville ansiedelte. Ihm kam eine kaum zu überschätzende Bedeutung beim Aufstieg Nashvilles zum Zentrum der Country-Musik zu. Mitte der 1940er Jahre trug er außerdem erheblich zum Überleben der Verwertungsgesellschaft BMI und zum Bruch des ASCAP-Monopols bei (die Gründung von Acuff-Rose wurde durch die BMI finanziell unterstützt).
Anfänglich war der von Acuff und Rose komponierte Songbestand alleinige Basis der Neugründung. Das Geschäft lief dennoch derartig gut, dass 1945 Freds Sohn Wesley Rose für die Buchhaltung angeheuert wurde. 1946 trat ein hochtalentierter Songwriter namens Hank Williams an die beiden Roses heran. Er wurde wenig später unter Vertrag genommen und stieg bald darauf zum Superstar auf. Der kommerziell größte Erfolg aber glückte 1950, als von dem von Pee Wee King und Redd Stewart komponierten und von Patti Page interpretierten Tennessee Waltz über fünf Millionen Schallplatten verkauft und entsprechende Tantiemen eingenommen wurden. Mit Hickory Records wurde ein eigenes Label gegründet, das bis Ende der 1970er Jahre existierte.
Im Laufe der Jahre wuchs der Song-Bestand auf mehr als 20000 Titel an. Viele der größten Songwriter der Country-Musik arbeiteten für Acuff-Rose. Wesley-Rose, der nach dem Tod seines Vaters 1954 die Führung übernahm, stieg zum mächtigsten Mann der Musicrow auf. 1985 wurde Acuff-Rose Music von der Opryland Music Group aufgekauft und schließlich 2002 von Sony übernommen.
1994 geriet der Musikverlag in die Schlagzeilen, als im Copyright-Prozess Campbell v. Acuff-Rose der oberste Gerichtshof der USA eine Grundsatzentscheidung (zu Ungunsten von Acuff-Rose) fällte, nach der die parodistische Darbietung eines Liedes (in diesem Fall Pretty Woman) als „fair use“ gelten kann und daher keine Tantiemen an die Rechteinhaber des Liedes abzuführen sind.